# Ulrich II. (Heunburg)
Graf Ulrich II. (III.) (* im 13. Jahrhundert; † 1308) aus dem Geschlecht der Grafen von Heunburg war einer der führenden Kärntner Adeligen der zweiten Hälfte des 13. Jahrhunderts.

## Leben und Wirken

### Spanheimerzeit
Seine Jugend fiel in die Zeit nach dem Aussterben der Babenberger und des Machtkampfs zwischen Ottokar von Böhmen und Bela von Ungarn um die Steiermark, in der auch die Heunburger Besitzungen hatten. Ab 1252 finden wir ihn – bis 1256 meist gemeinsam mit seinem Bruder Heinrich († 1256) – als Zeugen in den herzoglich-spanheimischen Urkunden.
An der Schlacht bei Kressenbrunn 1260, zu der Herzog Ulrich von Kärnten als Verwandter Ottokars diesem persönlich ein Hilfsheer zugeführt hatte, nahm Ulrich von Heunburg an der Seite seines Herzogs mit Sicherheit teil. Als Resultat der für diesen siegreichen Schlacht gewann Ottokar die Steiermark und trachtete sogleich danach, auch Kärnten zu übernehmen.
1263 war Ulrich Hochzeitsgast bei der Heirat Herzog Ulrichs nach dem Tode von dessen erster Frau, Agnes von Meranien, mit seiner zweiten Frau, Agnes von Baden-Österreich; diese sollte einige Jahre später von ihm selbst geehelicht werden.
1268 war Ulrich der einzige Kärntner Zeuge bei der Ausfertigung des geheimen Erbvertrags zu Podiebrad in Böhmen zwischen Herzog Ulrich und König Ottokar. Darin vermachte Herzog Ulrich unter Enterbung seines Bruders Philipp seinem Cousin Ottokar seine sämtlichen Länder, Allode und Lehen.

### König Ottokar von Böhmen
Nach dem Tode Herzog Ulrichs 1269 war Graf Ulrich erster Parteigänger König Ottokars bei dessen Inbesitznahme von Krain und Kärnten.
1269 bis 1275 gab es offenbar vier Landeshauptleute in Kärnten:
1. Graf Ulrich von Heunburg (1269–1270),
2. Ulrich von Dürnholz (1271–1273),
3. Ulrich von Taufers (30. Oktober 1273–1274),
4. Graf Heinrich von Pfannberg (1275).

Im Winter 1270/71 wurde Graf Ulrich von König Ottokar die Witwe Herzog Ulrichs, Agnes von Baden-Österreich, als Ehefrau zugeteilt; sie musste zugunsten Ottokars auf ihre babenbergischen Allode und sogar auf das spanheimische Witwengut verzichten; auch Graf Ulrich musste seine niederösterreichische Grafschaft Pernegg sowie die Stadt Drosendorf und weitere Güter an Ottokar abtreten. Graf Ulrich biss wohl oder übel in den süß-sauren Apfel, war aber in der Folge von seiner früheren Eingenommenheit für den Böhmenkönig geheilt.
1272 wurde sein Freund Seifried von Mahrenberg, der 1251 ein Nonnenkloster zu Mahrenberg (Radlje ob Dravi) gegründet und der auch Ulrichs Schwiegermutter Gertrud hingebungsvoll gedient hatte, durch Ottokar aus nichtigen Gründen gefoltert und getötet.
1274 musste Ulrich gezwungenermaßen am Racheakt der Böhmen unter dem böhmisch-steirischen Landeshauptmann Milota von Dieditz gegen den Salzburger Erzbischof Friedrich II. teilnehmen, der sich schon dem neuen römisch-deutschen König Rudolf von Habsburg unterstellt hatte, und die Zerstörung des salzburgischen Friesach mit ansehen.
1276 begann der Stern König Ottokars zu sinken. In Verbindung mit den von diesem so schwer misshandelten steirischen Edelherren Heinrich von Pfannberg, Friedrich von Pettau, Wülfing von Stubenberg, Herrand von Wildon und anderen Adligen aus Steiermark, Kärnten und Krain veranstaltete Graf Ulrich eine Zusammenkunft des Adels dieser Länder im Zisterzienserstift Rein am 19. September 1276. Dort versammelten sie sich unter seinem Vorsitz und gelobten sich eidlich, dem 1273 gewählten König Rudolf mit Leib und Gut bis in den Tod treu zu dienen und einander in Gefahr und Not beizustehen; wer zum Verräter werde, sei rechtlos und verflucht und seine Reichslehen verfallen (Reiner Schwur). Bald waren die Böhmen tatsächlich verjagt.
Während nun Meinhard von Görz-Tirol Kärnten und Krain als Pfand verwaltete, nahm auch Graf Ulrich an der Neuordnung der politischen Verhältnisse teil, wird 1277 aber in den Zeugenlisten meist ohne Grafentitel geführt.
1276 bis 1278 hielt sich Ulrich zeitweilig in Voitsberg auf, das ihm und seiner Frau von Ottokar als Leibgedinge zugewiesen worden war, nachdem schon seine Schwiegermutter Gertrud dort residiert hatte, 1269 aber von dort verwiesen worden war.
Da König Ottokar seine Unterwerfung 1276 bereute und zu neuem Kriege rüstete, musste König Rudolf 1278 seinerseits ebenso die Edlen seiner Länder aufbieten; darunter war auch Graf Ulrich. An der Schlacht auf dem Marchfeld 1278 beteiligte sich Ulrich mit 200 Streitern auf König Rudolfs Seite, einer großen Zahl im Vergleich zu anderen Fürsten und Edlen. Ottokar verlor in der Schlacht sein Leben.

### Frühe Habsburgerzeit
Ulrich ist in der Folge angeblich zum Landeshauptmann von Krain ernannt worden.
1279 schloss König Rudolf in Judenburg mit Graf Ulrich und Gräfin Agnes einen Vertrag, in dem er ihnen für das entgangene Eigentum an Pernegg und Drosendorf 6000 Mark Silber zu zahlen versprach und ihnen dafür die Güter Voitsberg, Tobel, Rohrbach, Muttendorf, Premstätten, Bierbaum, Tüffer, Sachsenwart, Sachsenfeld, Freudeneck und Klausenstein verpfändete. 1287 bezahlte Herzog Albrecht dann diese Summe und löste die Pfänder damit wieder ein.
1282 erwarb Graf Ulrich von Ortolf von Kreig die Schlösser Eckenstein und Sawickthal. Vermutlich sind die Schlösser Erkenstein und Savenstein an der Save gemeint (Tangl).
1283 versprach Graf Ulrich dem Grafen Albert von Görz und seiner Gemahlin, der Gräfin Euphemia von Ortenburg, ihrem Sohn Albert eine seiner Töchter nach Wahl mit einer Aussteuer von 1500 Mark Silber Wiener Gewichtes zu geben. Als Bürgen zeichneten Graf Friedrich von Ortenburg, Ulrich von Schärfenberg, Otto von Emmerberg und Otto von Weißeneck.
1284 machten Graf und Gräfin von Heunburg eine bedeutende Schenkung an das Prämonstratenserstift Griffen. Laut Urkunde werden sie zweite Stifter genannt; ebenso geht aus der Urkunde hervor, dass die Gräfin Agnes eine Cousine? (matertera) des Bamberger Bischofs Berthold von Leiningen war.
Am 1. Februar 1286 belehnte König Rudolf Meinhard von Görz-Tirol mit dem Herzogtum Kärnten und verpfändete ihm für die ihm und dem Reiche geliehenen 20.000 Mark Silber Krain und die Windische Mark. Damit hatte Graf Ulrich nun zwei Landesherren.
Im Frühjahr 1286 starb Leopold von Sanneck, der Gemahl von Graf Ulrichs Tochter Margarete; dieser hatte dem Kloster Oberburg großen Schaden zugefügt. Nun ersetzte die Witwe diesen Schaden unter Zeugenschaft ihres Vaters, der im Anschluss zum erblichen Vogt des Stiftes erwählt und von Herzog Albrecht bestätigt wurde. Friedrich von Pettau, der damals die Vogtei innehatte, musste auf sie verzichten.
1288 wird erstmals die Smielenburg (heute Schmirnberg) als im Besitze Graf Ulrichs erwähnt. Sein Burgherr Marchlin (Marquard) wird öfters genannt.
1289 und 1290 führte Herzog Albrecht Kriege gegen Erzbischof Rudolf von Salzburg sowie gegen den Grafen Iwan von Güssing, an denen Ulrich als Vasall Albrechts teilgenommen hat (Güssinger Fehde).
1291 musste Ulrich am Krieg gegen Ungarn teilnehmen, den König Andreas von Ungarn gegen Herzog Albrecht führte.

### Aufstand gegen Habsburger und Meinhardiner
Im Herbst des Jahres 1291 kam Herzog Albrecht nach Graz, um Geldhilfe einzufordern. Die Steirer verlangten als Gegenleistung die Bestätigung des Rechts auf weibliche Lehensnachfolge laut Georgenberger Handfeste sowie den Verzicht auf Münzerneuerung für die nächsten fünf Jahre. Albrecht, von Abt Heinrich von Admont, dem steirischen Landesverweser, schlecht beraten, verweigerte beides und man schied im Groll. Aus dieser Situation kam es zur Adelsverschwörung des Landsberger Bundes, in dem Ulrich eine führende Rolle spielen sollte.
Die Steirer – Anführer waren Graf Ulrich IV. von Pfannberg, Friedrich von Stubenberg und Hartnid von Wildon – glaubten, dass die Zeit für einen Aufstand günstig sei. Man wollte Herzog Otto von Baiern als neuen Landesherrn gewinnen. Friedrich von Stubenberg gelang es, auch Ulrich von Heunburg für den Aufstand zu gewinnen, indem er ihm versprach, einer seiner Söhne sollte nach Albrechts Besiegung Markgraf von Steier werden (gemeint war wohl steirischer Markgraf für Saunien).
Herzog Albrechts Befehlshaber Hermann von Landenberg gelang es aber, die mit den Aufständischen verbündeten baierischen und salzburgischen Truppen im Februar 1292 vor Bruck so lange hinzuhalten, bis Herzog Albrecht mit seiner Streitmacht über den verschneiten Semmering-Pass herbeieilen und die Sache für sich entscheiden konnte. Die Baiern hatten sich wieder in ihre Heimat abgesetzt, Herzog Albrecht verwüstete noch das salzburgische Friesach und lud den steirischen Adel dann nach St. Veit, wo er den Steirern unaufgefordert alle ihre Rechte bestätigte; dann entfernte er den Abt Heinrich von der Verwaltung des Landes und setzte Hartnid von Stadeck als Landeshauptmann von Steiermark ein. Friedrich von Stubenberg wurde gegen Hingabe seiner Güter Kapfenberg und Katsch begnadigt (Gutenberg durfte er behalten).
Die Steirer waren damit zufrieden, nicht aber Ulrich von Heunburg. Er verbündete sich mit Erzbischof Konrad von Salzburg, besetzte durch Bestechung des Burggrafen Friedrich von Weißenegg die bambergische Feste Griffen und schlug dort sein Hauptquartier auf. Dann wollte er gemeinsam mit dem salzburgischen Vizedom von Friesach, Rudolf von Fohnsdorf, Ludwig, den Sohn des Kärntner Herzogs Meinhard, als Geisel nehmen. Das Unternehmen gelang (Juli 1292), aber der Salzburger sicherte sich die wertvolle Geisel und verbrachte sie auf die Salzburger Feste Taggenbrunn und später nach Hohenwerfen.
Herzog Meinhard schickte seinen Sohn Otto mit seinem Marschall Konrad von Auffenstein, um ein Strafgericht unter Graf Ulrichs Kärntner Verbündeten zu halten.
Ulrich von Heunburg, der sich von seinen Freunden verlassen sah, wandte sich vergeblich an den Patriarchen von Aquileia, Raimondo della Torre, um Hilfe. Es blieb ihm nichts übrig, als sich auf Griffen zu verschanzen und auszuharren. Nachdem auf einen Hilferuf Anfang 1293 nach Krain keine Antwort gekommen war, versuchte er sich durch Vermittler mit Herzog Albrecht auszusöhnen, allerdings ohne Erfolg.
Im März 1293 erschien sein Krainer Freund Wilhelm von Schärfenberg zu Ulrichs Unterstützung vor Griffen. Herzog Otto, verstärkt durch seinen Bruder Heinrich von Kärnten, schickte Konrad von Auffenstein mit seiner Reiterei gegen die Aufständischen. Am Wallersberg zwischen Griffen und Völkermarkt trafen sie 14. März 1293 aufeinander. Ulrichs Verbündete Wilhelm von Schärfenberg und Eberhard von St. Peter wurden erschlagen, Friedrich von Weißeneck schwer verwundet und gefangen. Er selbst und mehrere seiner Genossen entgingen dem Tode oder der Gefangenschaft nur durch eilige Flucht auf die Griffener Burg.
Als Herzog Albrecht vom Wallersberger Treffen hörte, schickte er seinen Feldhauptmann Hermann von Landenberg nach Kärnten, um die Grafschaft Heunburg zu verwüsten. Auch die Besitzungen im Sanntal blieben nicht verschont.
Graf Ulrich fürchtete nun um sein Leben und das seiner Frau und seiner Untertanen. In dieser Not wandte er sich an seinen Verwandten, den Grafen Friedrich von Ortenburg, der wiederum mit Herzog Meinhard und Herzog Albrecht verwandt bzw. verschwägert war. Dieser konnte einen Sühnevertrag (Friedensvertrag) zwischen den Reichsfürsten, dem Erzbischof von Salzburg sowie den Herzögen von Baiern, Österreich und Kärnten vermitteln, nach dem Herzog Ludwig wieder freikam. Graf Ulrich wurde in den Vertrag nicht offiziell aufgenommen, sondern hatte Ende Mai 1293 in Wien vor Herzog Albrecht zu erscheinen, der ihm sein weiteres Schicksal verkündete: Ulrich musste ihm alle seine Burgen als Pfand abtreten, dem Herzog aufs Neue die Treue geloben und ab sofort mit seiner Frau Hausarrest in Wiener Neustadt antreten. Als Unterhalt bekam er 1000 Wiener Pfennige jährlich.
Gräfin Agnes überlebte ihre Verbannung nur kurz, 1295 starb sie, 44-jährig. Graf Ulrich war nun ein gebrochener Mann. Nach zwei Jahren Gefangenschaft durfte er nach Kärnten zurückkehren. Wir finden später in seinem Besitz oder dem seiner Kinder: Bleiburg, Gutenstein, Rechberg, Kappel, Heunburg, Niedertrixen, Mannsberg und Drauburg in Kärnten, Cilli, Prassberg, Schönstein, Forchteneck (nö. Šoštanj), Thurn, Smielenburg in Untersteier, Offenburg und die Gülten in Obersteier und Zauch (w. von Krainburg) und Lesach in Krain. Hingegen blieb Siebeneck (bei Ratschach/Radeče in Unterkrain) in Habsburger Besitz.

### Alter
1299 vermittelte Graf Ulrich von Heunburg zwischen Herzog Rudolf, dem ältesten Sohne König (seit 1298) Albrechts, und Heinrich von Wildhaus wegen der Burg Mautenberg.
1304 nahm Graf Ulrich am Kriegszug an der Seite Herzog Rudolfs gegen König Wenzel von Böhmen teil.
1306 begleitete Graf Ulrich von Heunburg samt seinem Schwiegersohne Ulrich, dem Freien von Sanneck, und vielen Edlen aus Kärnten den Herzog Heinrich von Kärnten zu dessen Vermählung nach Prag.
Graf Ulrichs Todesjahr wird mit 1308 angenommen; er ist in Oberburg (oder aber in der Stiftskirche von Griffental) beigesetzt.

## Nachkommen
Ulrich war mit Agnes († 1295), Tochter von Markgraf Hermann von Baden und Gertrud von Babenberg verheiratet; der Ehe entsprossen folgende Kinder:
- Friedrich († 1316/17), Vogt von Oberburg, ⚭ Adelheid († 1312–1317), ?Tochter von Konrad von Auffenstein
- Hermann († 1322, Erlöschen des Geschlechtes), ⚭ Elisabeth, Tochter von Albert III. von Görz
- Margarete († 8. Dezember ab 1308), ⚭ I. Leopold von Sanneck, ⚭ II. Ulrich IV. von Pfannberg († 1311/18)
- Elisabeth, ⚭ I. Hermann von Pfannberg, ⚭ II. Heinrich von Hohenlohe
- Katharina, ⚭ Ulrich von Sanneck († 1318)